# Limenitis lesbia
Limenitis lesbia är en fjärilsart som beskrevs av Otto Staudinger 1886. Limenitis lesbia ingår i släktet Limenitis och familjen praktfjärilar. Inga underarter finns listade i Catalogue of Life.